# Botica del Ángel

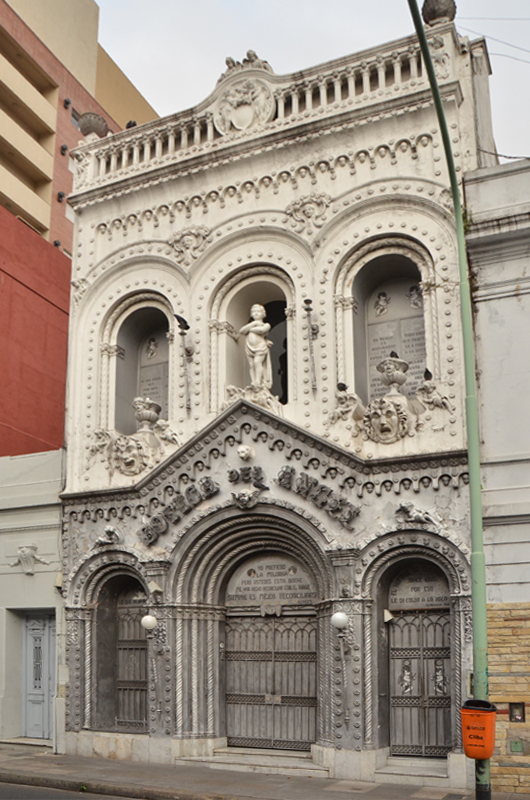
Fachada ornamentada de la Botica del Ángel de Montserrat

La Botica del Ángel era un espacio artístico porteño, hoy museo, creado por el animador, pintor, escenógrafo, actor y diseñador de vestuario Eduardo Bergara Leumann en el barrio de Monserrat de Buenos Aires, Argentina, en 1966, por el que pasaron y se iniciaron figuras del medio artístico argentino de relevancia nacional e internacional.

## Historia
Nació como espacio teatral alternativo y de exposiciones en 1966 por iniciativa de su mentor y promotor Eduardo Bergara Leumann en una sastrería teatral de la calle Lima 670. Rápidamente se impuso como un centro alternativo de vanguardia al mismo tiempo que el legendario Instituto Di Tella.
En un espacio rodeado de objetos, de imaginería kitsch y decorado por memorabilia (entre otras de Jorge Luis Borges, Alfonsina Storni, Alejandra Pizarnik, Silvia y Mirtha Legrand, Eva Perón, Zully Moreno, Victoria Ocampo, José Gobello, etc) y obras de grandes artistas argentinos como Antonio Berni, Josefina Robirosa, Guillermo Roux, Raúl Soldi, Edgardo Giménez y otros, el desenfado de su animador y propietario convocó y propició los debuts musicales de figuras como Pepe Cibrian Campoy,Susana Rinaldi, Nacha Guevara, Marikena Monti, Valeria Lynch, Horacio Molina, Marilina Ross, el Cuarteto Zupay y Leonardo Favio y las participaciones o reapariciones de legendarias figuras del quehacer cultural y artístico argentino como Libertad Lamarque, Niní Marshall, Alberto Castillo, Luisa Vehil, Manuel Mujica Lainez, Mecha Ortiz y Tania. El ambiente relajado e insolente era de café concert, y la audiencia nunca sabía si era audiencia o protagonista de alguna de las ocurrencias de EBL.
Según el crítico teatral Emilio Stevanovich sus características hacia 1966 eran:

«La Botica era un espectáculo divertido, cultural pero sobre todo libre y sorprendente. No había estrenos por lo tanto no existía el trac del debut de los debutantes. Al llegar el público se lo saludaba y los mismos artistas lo acomodaban, así se aflojaban mutuamente para lo que sería la «aventura» teatral de la Botica. A los espectadores se les entregaba al entrar una jarra de vino, rosquitas y una palangana para aseo personal. Bergara abría las carteras como recurso para establecer diálogo o para un gag, ya que en la Botica no había libreto, ni rutina, todo surgía del Ángel creando en el momento del encuentro. El espectáculo se cambiaba sin aviso. El público volvía varias veces y traía amigos, para disfrutar de la transformación al participar. Muchas noches no se sabía si pedir autógrafos en el escenario o en la platea. No había un gran final. A medida que los espectadores, casi todos participantes en el espectáculo, salían, el elenco en doble fila, los despedía personalmente. Los espectadores más rígidos y estructurados que habían participado bailando o actuando, eran los más agradecidos al salir, se habían sentido libres y protagonistas durante la noche.»

Al mismo tiempo, La Botica del Ángel fue un ciclo televisivo durante años en el canal 7. El programa tuvo un segundo ciclo en la década del 80 como La Botica del Tango por el canal 11.
La primera Botica cerró sus puertas debido a las obras de ensanche de la Avenida 9 de Julio, para dar paso en 1969 a una segunda de mayor envergadura -el Templo del Ángel- ubicada en la calle Luis Sáenz Peña 541, en una iglesia abandonada que Bergara Leumann redecoró con pinturas, objetos, diferentes ambientaciones para convertirlo en su vivienda, y luego en un museo.
Según Bergara Leumann:

«Quise armar una sastrería teatral modelo, porque soñaba con vestir, dar color, armonía, engarzar, mejorar y adornar lo de adentro de cada personaje con un buen traje. Fue en la calle Lima 670; allí estaba aquella primera Botica del Ángel, que la Avenida 9 de Julio se llevó en nombre del progreso. Pero como eran buenos los cimientos, fue posible que volaran los ángeles y volara el talento de quienes pasaron por ella y encontraron su camino de estrellas; y yo aterricé en esta Iglesia angelical con todos mis recuerdos. Al verlos luego de 47 años de trabajo decidí que sería oportuno convertirlo en un museo vivo y divertido. Siempre supe que sólo uno se lleva lo que deja a los demás y solo muere lo que no se recuerda. Así el 5 de mayo de 1997 recuperé la Botica con mis ángeles. Para que en ella siga el tango, el folklore y de todo, como en Botica. Porque todo Ángel que practica va a parar a la Botica, y no hay ángel que por bien no venga.»

Integra los sitios de interés cultural de la ciudad de Buenos Aires como ámbito especializado en los años sesenta, posee 33 ambientes con diversos escenarios. Por donación testamentaria fue legado a la Universidad del Salvador incluyendo la condición que estuviera abierto al público. Se realizan visitas guiadas.